# Haanvissen
Haanvissen (Luvaridae) zijn een familie van straalvinnige vissen uit de orde van Baarsachtigen (Perciformes).

## Geslachten
- Luvarus Rafinesque, 1810